# II Giochi dell'Impero Britannico
I II Giochi dell'Impero Britannico si tennero a Londra dal 4 all'11 agosto 1934.
Vi parteciparono 17 rappresentative territoriali per un totale di 500 atleti impegnati.

## Discipline
- Atletica leggera
- Lawn bowls
- Ciclismo su pista
- Lotta
- Pugilato
- Tuffi
- Nuoto

## Partecipanti

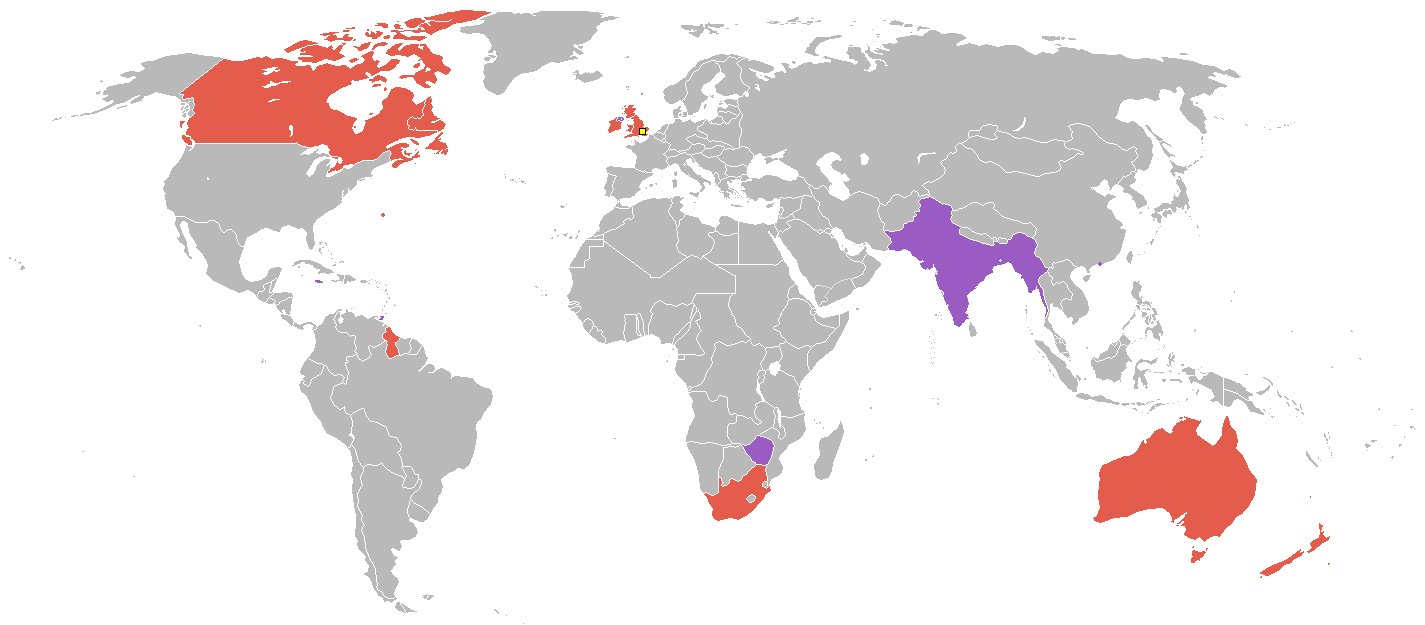
Paesi partecipanti

Ai Giochi hanno preso parte i seguenti Stati o territori (in grassetto quelli che partecipano per la prima volta alla manifestazione):
- Australia
- Bermuda
- Guyana britannica
- Canada
- Inghilterra
- Hong Kong
- India
- Stato libero d'Irlanda

- Giamaica
- Nuova Zelanda
- Terranova
- Irlanda del Nord
- Scozia
- Sudafrica
- Rhodesia Meridionale
- Trinidad e Tobago
- Galles

## Medagliere
| Posiz. | Nazione              | Oro | Argento | Bronzo | Totale |
| ------ | -------------------- | --- | ------- | ------ | ------ |
| 1      | Inghilterra          | 29  | 20      | 24     | 73     |
| 2      | Canada               | 17  | 25      | 9      | 51     |
| 3      | Australia            | 8   | 4       | 2      | 14     |
| 4      | Sudafrica            | 7   | 10      | 5      | 22     |
| 5      | Scozia               | 5   | 4       | 17     | 26     |
| 6      | Nuova Zelanda        | 1   | 0       | 2      | 3      |
| 7      | Guiana britannica    | 1   | 0       | 0      | 1      |
| 8      | Galles               | 0   | 3       | 3      | 6      |
| 9      | Irlanda del Nord     | 0   | 1       | 2      | 3      |
| 10     | Giamaica             | 0   | 1       | 1      | 2      |
| 11     | Rhodesia Meridionale | 0   | 0       | 2      | 2      |
| 12     | India                | 0   | 0       | 1      | 1      |
| Totale | Totale               | 68  | 68      | 68     | 204    |